# Bette Korber
Bette Korber es una bióloga computacional estadounidense que se centra en la biología molecular y la genética de poblaciones del virus del VIH que causa la infección y eventualmente el sida. Ha contribuido en gran medida a los esfuerzos por obtener una vacuna eficaz contra el VIH. Creó una base de datos en el Laboratorio Nacional de Los Álamos en el que se desempeña como científica en biología teórica y biofísica; que le permitió diseñar nuevas vacunas mosaico contra el VIH. La base de datos contiene miles de secuencias del genoma del VIH y datos relacionados.
Fue galardonada con el premio Ernest Orlando Lawrence, el premio superior del Departamento de Energía por logros científicos. También recibió varios otros premios, incluido el premio Elizabeth Glaser Scientist por investigación pediátrica del sida y el premio Richard Feynman a la Innovación.

## Biografía

### Primeros años y educación
Bette Korber creció en el sur de California, Estados Unidos. Obtuvo su licenciatura en química en 1981 en la Universidad Estatal de California, Long Beach. De 1981 a 1988, estuvo en el programa de posgrado en el Instituto de Tecnología de California (Caltech), donde trabajó con Iwona Stroynowski en el laboratorio de Leroy Hood, y recibió su doctorado en química en 1988. Su trabajo se centró en la regulación de la expresión de complejos principales de histocompatibilidad de genes de clase I, produciendo proteínas de la superficie celular que participan en el rechazo de los trasplantes de tejidos, por el interferón inducido por infecciones virales.
Más tarde se convirtió en miembro postdoctoral con Myron Essex, trabajando en la epidemiología molecular del virus del VIH/Sida y el HTLV-1, el virus de la leucemia humana, en la Escuela de Salud Pública de Harvard hasta 1990. Allí, Korber utilizó la reacción en cadena de la polimerasa (PCR, por sus siglas en inglés) para mostrar versiones completas y borradas de genomas virales en células leucémicas. Su trabajo sobre estos genomas virales parciales y completos fue influyente y ampliamente citado. Se convirtió en miembro visitante de la facultad en el Instituto Santa Fe en 1991, continuando en esa posición hasta 2011.

## Investigación

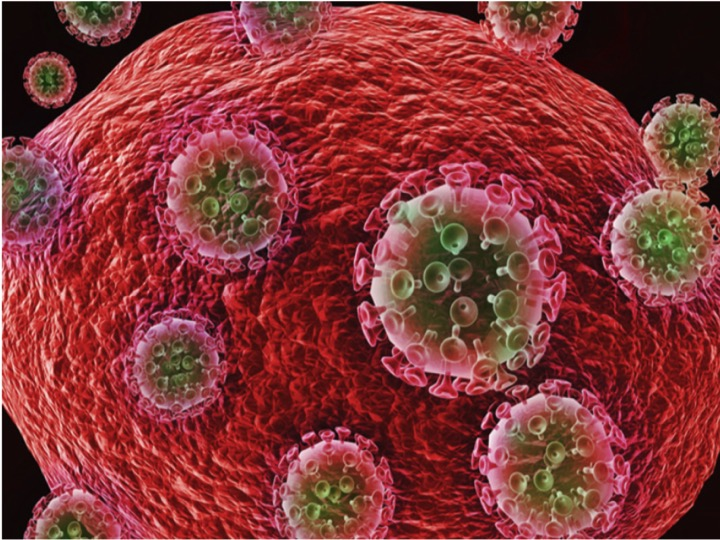
Liberación del VIH de la célula infectada.

Korber realiza su investigación en el Laboratorio Nacional de Los Álamos, donde comenzó en 1990. Su enfoque consiste en aplicar la biología computacional al diseño de una vacuna contra el virus del VIH/Sida. Se interesó en el VIH cuando una amiga íntima suya y su prometido en Caltech contrajeron uno de los primeros casos de Sida en Pasadena, California. Ella declaró: «Aprendimos mucho sobre el VIH mientras él estaba enfermo. Pero no hubo tratamiento para él y murió en 1991. Decidí, cuando me gradué de mi programa de doctorado, que quería trabajar en el VIH». Varios años después, recordando este evento, describió sus efectos: «Odio el VIH [...] Perdí un par de amigos por esa enfermedad. El VIH mata de forma horrible. Pienso en lo que la epidemia ha hecho en África y me motiva a continuar».

### Base de datos del VIH

Árbol filogenético que muestra el VIH en comparación con el VIS

Korber supervisa el Proyecto de Análisis y Base de Datos de VIH en Los Álamos. Junto con su equipo han construido una base de datos global sobre el VIH con más de 840 000 secuencias de publicaciones del genoma viral. Además, la base de datos se centra en las pequeñas regiones (llamadas epítopos) dentro del virus que pueden ser reconocidas por los anticuerpos, y evalúa la evidencia de la fuerza de cada epítope para provocar respuestas inmunes. También posee datos sobre los perfiles inmunológicos de individuos resistentes al VIH. Korber y muchos otros investigadores han aplicado los datos para idear posibles tratamientos y vacunas contra el VIH. Su trabajo resultó en el diseño de vacunas que se probaron en ensayos clínicos.

### Diseño de vacuna contra el VIH
La creación de una vacuna contra el VIH ha sido un desafío porque el virus muta rápidamente, creando múltiples variantes que pueden no ser reconocidas por los componentes del sistema inmunitario específicos del virus infeccioso original. La región más variable es la superficie del virus, pero también hay alguna variación de las proteínas internas involucradas en la replicación del virus, que puede ser atacada por el sistema de inmunidad celular o las respuestas de las células-T. Un enfoque que Korber y sus colaboradores han adoptado es diseñar antígenos mosaico. Korber desarrolló una nueva vacuna contra el VIH en mosaico que puede retardar o prevenir la infección del VIH; que posteriormente se ejecutó en pruebas humanas en África. El objetivo de la vacuna del antígeno mosaico es proteger a la persona vacunada contra la gran variedad de variantes del VIH encontradas.
Dado que las proteínas del VIH varían tanto, la prueba de proteínas mosaico están diseñadas para representar las formas más comunes del virus VIH-1 que pueden ser reconocidas por anticuerpos o respuestas inmunes celulares (epítopos). En 2009, Korber describió el proceso: «Creo una especie de pequeñas proteínas de Frankenstein que parecen y se parecen a las proteínas del VIH, pero no existen en la naturaleza».
Varias de las principales variaciones se incluyen en cada molécula de proteína, produciendo así una variante de antígeno proteico que probablemente no existe en la población de virus salvaje pero que debería reaccionar de forma cruzada con las variantes que sí existen. Korber adoptó dos enfoques diferentes para diseñar tales antígenos. Su grupo desarrolló un algoritmo informático para elegir epítopos para combinar dentro de una molécula mosaico para los antígenos mosaico. En 2009, describió una proteína de mosaico diseñada: «La gente no sabía si se plegaría correctamente, si sería antigénica, o si tendría los mismos sitios que las células-T asesinas reconocen». Encontraron que los antígenos del nuevo diseño se plegaron correctamente y actuaron como un antígeno fuerte, y fueron reconocidos por los linfocitos T citotóxicos (células asesinas). Además, Korber y sus colaboradores desarrollaron un análisis gráfico llamado Epigraph que puede generar antígenos prometedores con una mezcla de epítopos. Korber explicó que el enfoque de diseñar una proteína a través de una computadora, combinando partes de proteínas conocidas que provocan respuestas inmunes, nunca se había intentado. Al respecto, declaró: «Incluso después de que funcionó, fue difícil convencer a la gente de que esta novedad podría ser una vacuna porque no se había hecho antes».
En colaboración con Dan Barouch, profesor de la Escuela de Medicina de Harvard, algunos de estos antígenos se probaron en monos como posibles vacunas. Con una serie de pruebas, Barouch verificó varias formas posibles de administrar los genes del virus y optó por utilizar el virus del resfriado común como vehículo. La vacuna de mosaico probada ralentizó de forma rutinaria la infección de los monos con el virus de inmunodeficiencia de Simio (SIV), estrechamente relacionado, y para el 66% de los monos expuestos varias veces, no se produjo ninguna infección. Luego, en colaboración con los Institutos Nacionales de la Salud, Janssen Pharmaceutical Companies —una división de Johnson & Johnson— y la Fundación Bill y Melinda Gates, los investigadores probaron una vacuna mosaico para la seguridad en humanos; pasó esta prueba también. En 2017, el grupo de colaboradores anunció una prueba de eficiencia humana con esa misma preparación de proteína en mosaico, que vacunó a 2600 mujeres en el África subsahariana, las cuales serían examinadas durante varios años para mostrar qué tan eficientemente, en todo caso, el virus interfiere con la infección. Korber advirtió que la efectividad de esta estrategia en monos no es una garantía de que una vacuna humana funcione.
En reconocimiento a su investigación, Korber recibió el premio Feynman a la Innovación en 2018, convirtiéndose en la primera mujer en el Laboratorio Nacional de Los Álamos en recibir uno. Recordó que en Caltech, cuando había pocas mujeres allí, tomó una clase con el físico Richard Feynman y se hizo amiga de él. Ella declaró: «En un momento en que la amabilidad parecía rara, realmente aprecié su generoso espíritu y ánimo. Creo que le habría gustado este premio».

### Datando el origen del virus VIH-1
En la historia del virus del VIH/Sida con respecto a cuándo y dónde se originó esta enfermedad, Edward Hooper postuló su teoría en el libro superventas titulado The River: A Journey to the Source of HIV and AIDS en 1999, que el VIH podría haber pasado de los chimpancés a los humanos debido a una contaminación accidental por el virus SIV del chimpancé de la vacuna oral contra la polio (CHAT) utilizada en África en la década de 1950. Korber y sus colegas utilizaron los datos genómicos de la base de datos del Laboratorio Nacional de Los Álamos para calcular cuándo comenzó la evolución de la secuencia del VIH, utilizando un modelo de evolución basado en la tasa de mutación de las cepas del VIH y asumiendo que esa variable era la misma en todas las ramas del árbol evolutivo. En el año 2000 publicaron una estimación de aproximadamente originada en el año 1930 sobre el origen del virus de inmunodeficiencia humana. Su investigación fue ampliamente considerada como el establecimiento de una nueva fecha para el origen del virus humano, desacreditando la teoría del virus oral de la polio y, por lo tanto, refutando las preocupaciones sobre el uso de la vacuna oral contra la polio. Estos dos conceptos del origen de este virus y otras teorías relacionadas siguieron compitiendo por la credibilidad científica.
En 2008, Worobey y sus colaboradores utilizaron un modelado informatizado similar al de Korber pero con un modelo evolutivo sosegado y dos muestras más antiguas, recolectadas en 1976, antes que cualquier otro genoma incluido en el estudio de Korber, y encontraron una fecha de origen del VIH de aproximadamente 1900.

## Vida personal
Korber se casó con James Theiler en 1988. Tuvieron dos hijos.
Debido a su preocupación por el impacto del sida en aquellos con pocos recursos financieros, Korber contribuyó con $50 000 de su premio EO Lawrence para ayudar a establecer, junto con familiares y amigos, un orfanato de sida en Sudáfrica, trabajando a través de Nurturing Orphans of AIDS for Humanity (NOAH). Poco después se unió a la Junta de NOAH. 

## Premios y honores
- 2018: Científica del año de R&D Magazine.[30]
- 2018: Premio Richard Feynman a la Innovación.[12]
- 2014: Seleccionada entre las 100 mentes más influyentes de la década de Thomson Reuters Corporation.[31]
- 2004: Premio Ernest Orlando Lawrence.
- 2001: Alumna distinguida de CSULB.[3]
- 1997: Premio Elizabeth Glaser Scientist, por su investigación pediátrica del sida, presentado por Hillary Clinton.[3]